# Elbasani
Elbasani (em albanês: Elbasan/Elbasani) é a terceira maior cidade e um município (em albanês:  bashkia) da Albânia, está localizada no centro do país, na margem do rio Shkumbin. Elbasani é a capital do distrito de Elbasani e da prefeitura de Elbasani. Conta com uma área de 1 290km² e população de 126 463 habitantes (julho/2009).
A cidade ganhou notoriedade depois que os chineses construíram ali uma aciaria em 1974. Outras indústrias também operavam na cidade durante o regime comunista e, como resultado, a cidade ainda hoje sofre com a poluição.